# Вагінський Наволок
Вагінський Наволок (рос. Вагинский Наволок) — присілок в Приморському районі Архангельської області Російської Федерації.
Населення становить 8 осіб. Входить до складу муніципального утворення Островне поселення.

## Історія
Від 2004 року входить до складу муніципального утворення Островне поселення.

## Населення
| 2002 | 2010 | 2012 |
| ---- | ---- | ---- |
| 11   | ↘7   | ↗8   |